# Pirámide de Xi'An

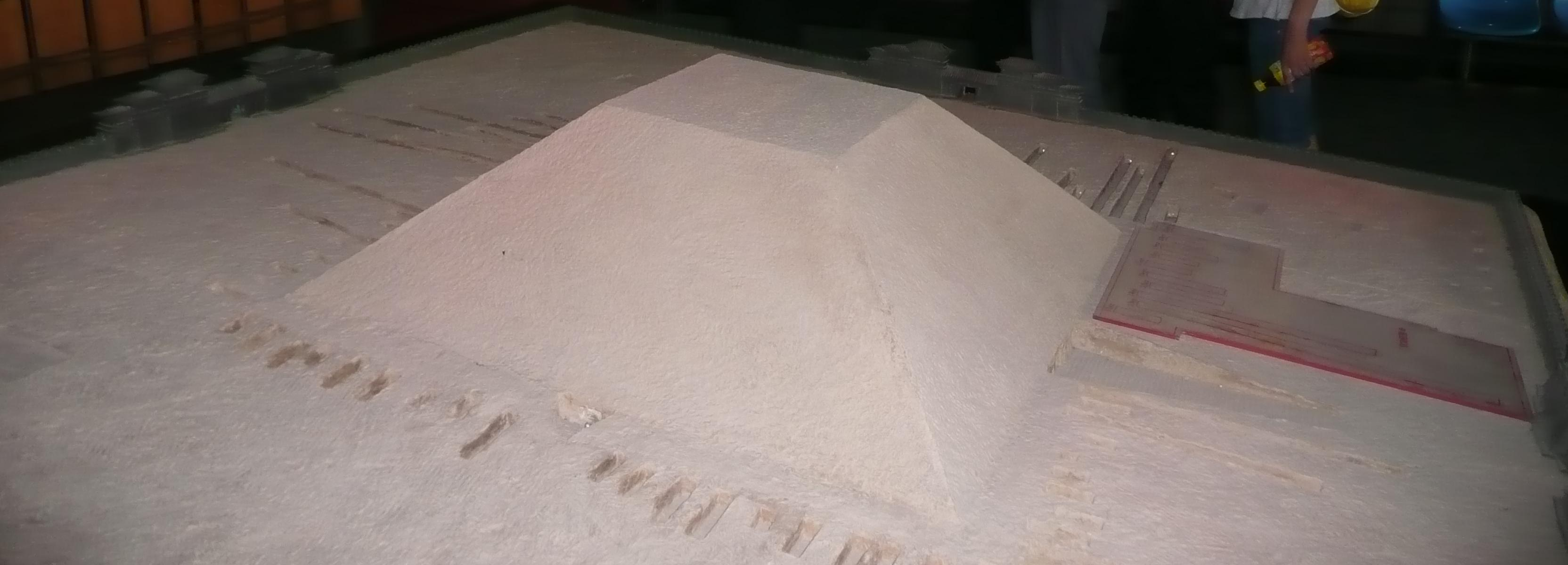
Reconstrucción de la pirámide de Han Yang Ling.

La Pirámide de Xi'An es la mayor y más antigua de las llamadas pirámides chinas. Según los arqueólogos, tuvo una altura de entre 50 y 70 m, llegando a medir casi 350 m de lado. Está construida con cerca de 3,5 millones de toneladas de tierra apisonada o tapial, y sirvió de tumba al primer emperador de China Qin Shi Huang, fallecido en el 210 a. C.
La pirámide constituía el foco central de un vasto complejo funerario cuya extensión se ha estimado en torno a las 6000 Ha.
A pesar de que la cámara funeraria del emperador nunca ha sido abierta, relatos antiguos mencionan que en el mausoleo, cuyas dimensiones podrían rondar los 50x80m, está representado el reino de China, con maquetas de sus palacios, estrellas en el cielo, y ríos y lagos recreados con mercurio. Recientes análisis del terreno han detectado elevadas concentraciones de este elemento, corroborando la veracidad de esta hipótesis.
En la actualidad esta pirámide, así como el resto de pirámides construidas con posterioridad, aparecen únicamente como montículos cubiertos de vegetación. Muchas de estas pirámides están situadas en un radio de 100 km alrededor de Xi'an, en las llanuras de Qin Chuan en la provincia de Shaanxi, de la China central.
Aunque realmente ya hace un siglo que los científicos occidentales estudian estas pirámides, su existencia ha sido motivo de controversias sobre todo a causa de la publicidad sensacionalista occidental, y de los problemas que en determinados momentos han sufrido los arqueólogos en China.

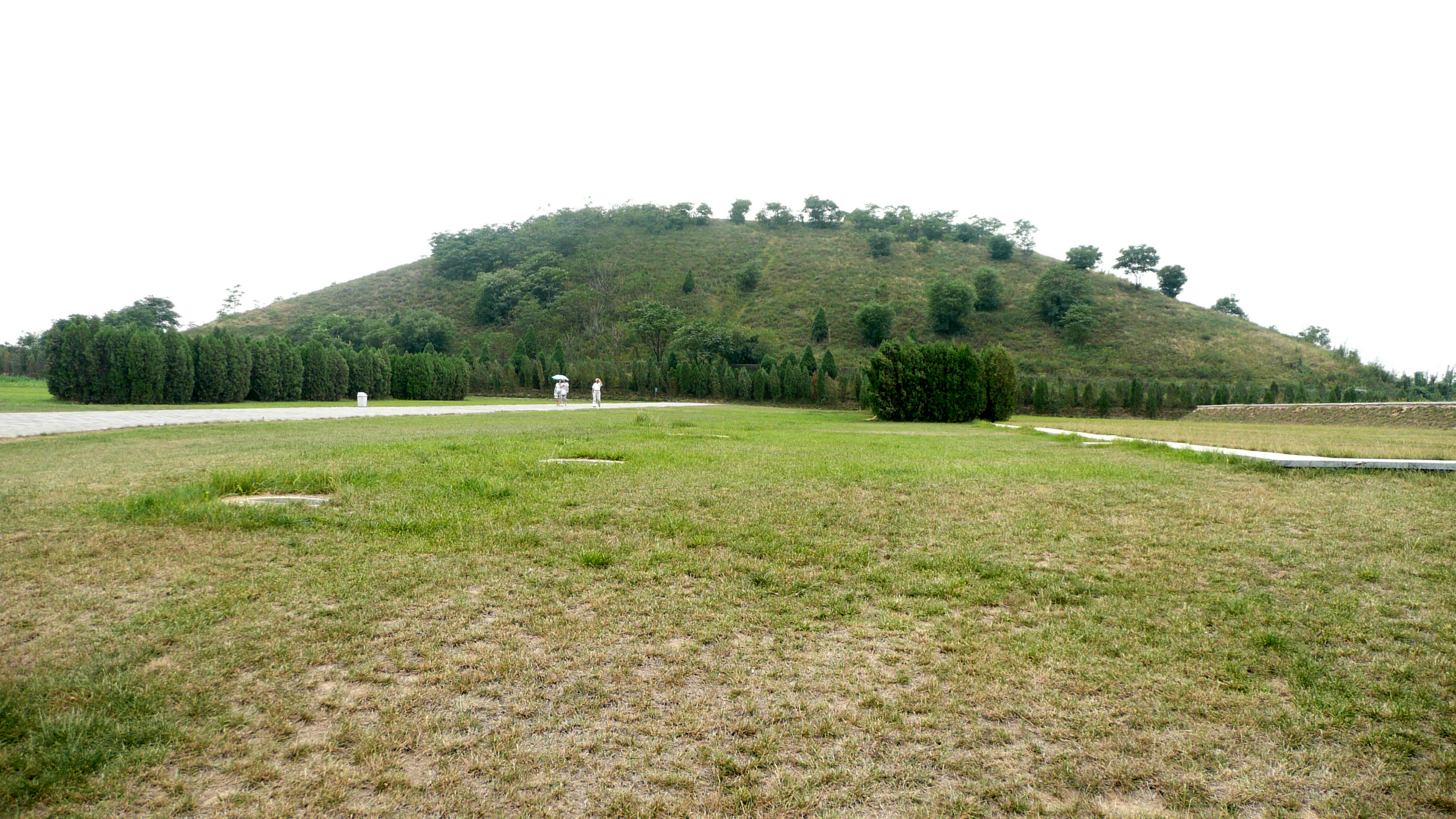
Estado actual de la pirámide de Han Yang Ling.

## Reconocimiento en occidente
La popularización de las pirámides chinas se ha producido en dos etapas. La mayoría de las historias antiguas se centraban en la existencia de la "Gran Pirámide Blanca". Existe una historia sobre el piloto James Gaussman, de la Fuerza Aérea del Ejército de los Estados Unidos, según la cual durante un vuelo desde India hasta China durante la Segunda Guerra Mundial, este piloto observó una gran pirámide blanca con un fulgurante diamante en la punta, pero ninguna fuente digna de crédito da evidencias de ello.
Se piensa que la historia de Gaussman se basa en el vuelo del Coronel Maurice Sheahan, Director para Asia Oriental de Trans World Airlines, que afirmó haber avistado una pirámide según se publicó en el diario The New York Times del 28 de marzo de 1947. Incluso apareció una foto de esta pirámide en el diario del día 30 del mismo mes. Esta fotografía fue más tarde atribuida a Gaussman. Realmente, la pirámide de la foto, reconocida gracias al trabajo de Chris Maier, es el Mausoleo Maoling del emperador Wu de la dinastía Han, el cual está situado a las afueras de Xi'An. Otros escritores sensacionalistas como Hartwig Hausdorf (que aventuró que estaba construida por extraterrestres) y Phillip Coppens hicieron mucho para llamar la atención sobre esta pirámide en Estados Unidos y el resto del mundo occidental.
Los científicos conocían en occidente estas pirámides mucho antes de que la prensa se fijase en ellas en 1947. Como prueba, poco después de la sensacionalista historia del New York Times, la revista Science News Letter (ahora Science News) publicó una reseña donde se leía que "las pirámides de esta Región de China están construidas con barro y arena y se parecen más a montículos que las pirámides de Egipto". Los científicos estadounidenses que han estudiado la zona certifican que las alturas de 300 metros que se atribuían a estas pirámides (el doble que la de Keops) se habían exagerado, y que los montículos de esta zona son mucho más pequeños. Relatos antiguos asignaban a la pirámide de Qin Shi Huang una altura de unos 150 m, pero actualmente se cree que esta altura era la originalmente proyectada, y que jamás llegó a alcanzarse debido a la paralización de las obras tras la muerte del emperador, a causa del enorme coste económico de su construcción para las arcas del imperio, y a las revueltas sociales que se sucedieron.
El emplazamiento de estas pirámides, a unos 60 km al suroeste de Xi'an, es un área de gran valor arqueológico, pero pocas pirámides han sido exploradas". Se han publicado trabajos de los exploradores Fred Meyer Schroder y Oscar Maman que datan del viaje en 1912. También Victor Segalen había visitado China en 1913 y escribió sobre la tumba del Primer Emperador –y otros túmulos de la región– en Mission Archeologique en Chine (1914): L'art funeraire a l'epoque des Han.
Algunas de las pirámides de Xi'an ahora son atracciones turísicas, y algunas de ellas tienen incluso museos asociados.

## El desarrollo de los montes tumba en China
Hay una larga historia de construcción de grandes túmulos en China, remontándose al menos al periodo Shang-Zhou, pero las grandes construcciones piramidales se iniciaron en el siglo III a. C. con la unificación de China  por Qin Shi Huang. Tras su muerte, los sucesivos emperadores se vieron en la necesidad de realizar enterramientos similares para mantener su representatividad, aunque ninguno de ellos tuvo la abundancia de mano de obra esclavizada derivada de la reunificación de los reinos. En consecuencia, las pirámides posteriores, pertenecientes en su mayoría a la dinastía Han, supusieron un considerable castigo para la economía imperial, y se erigieron en foco de abundantes revueltas. No obstante, durante esta dinastía muchas pirámides fueron aprovechadas para crear fortificaciones defensivas contra las frecuentes invasiones de los hunos.

La solución al problema económico planteado por las pirámides llegaría siglos después, de la mano del emperador Wendi (581-604 d. C.), quien sustituyó las costosas pirámides artificiales por montes naturales. De esta forma, las labores de construcción se limitaban a la excavación de una galería en la roca, emplazándose los mausoleos en el corazón de las montañas, que desde entonces adquirían el estatus de sagradas.

## Lista parcial de pirámides chinas
- Pirámide de Mongolia Interior, situada a un kilómetro al norte de Sijiazi (四家子）, en Aohan (敖漢旗), un vestigio de la cultura Hongshan. También de cultura Hongshan, dentro del importante yacimiento arqueológico de Niuheliang(牛河粱), en la frontera de Jianping se descubrió en 2001 una estructura piramidal.[5]
- Pirámides cercanas a Xi'an.
  - Mausoleo de Maoling (茂陵) que contiene las tumbas del emperador Wudi, de la dinastía Han, y algunos miembros de la familia y protegidos suyos.
  - Yangling, a 82 kilómetros de Xi'an, tiene un mausoleo con la tumba de Jingdi, padre de Wudi.
  - Mausoleo de Qin Shi Huang, el "Primer Emperador", con los famosos guerreros de terracota.
  - Los Dieciocho Mausoleos de la Dinastía Tang (唐十八陵)en el valle de Wei, al norte de las Montañas Qinling, hogar de los osos panda gigantes. Algunas se encuentran entre los mayores mausoleos Chinos, como Qianling (乾陵), tumba conjunta del emperador Gaozong y de la emperatriz Wu Zetian. Es una colina natural a la que le fue dada la forma de tumba.
  - El descubrimiento y exploración de las pirámides de la zona de Xi'an todavía está en sus primeros estadios. Muchas de estas pirámides todavía no están exploradas.[6]
- Janggun-chong -jiangjunzhong 將軍塚-. pirámide escalonada en Jilin, "Tumba del General", que se supone sea el mausoleo del rey "Jangsu" (en coreano: 장수왕 en chino: 長壽王) (413~491), rey de Goguryeo/Koguryŏ. Pertenece a las "Capitales y Tumbas del Antiguo Reino Koguryŏ" en la lista de Patrimonios de la Humanidad. Cerca se encuentra la Taewang-neung /Taiwangling(태왕릉, 太王陵), pirámide que se cree que fue el lugar de entierro del rey Gwanggaeto el Grande (en coreano:광개토태왕, en chino:廣開土太王)(391-413); pese a ser doble en tamaño que la de Janggun-Chong, está en muy mal estado y por ello se suele remarcar a Janggun-chong como la principal atracción turística de la zona de Jilin.[7]

- Las tumbas Tangut en las cercanías de Yinchuan en Ningxia, China noroccidental, con una gran cantidad de tumbas denominadas "pirámides chinas".[8]

### Coordenadas
- Coordenadas del mausoleo de Qin Shi Huang

- - 34°22′53″N 109°15′15″E / 34.38139, 109.25417

- Coordenadas de tres pirámides de la región de Xi'an:
  - 34°20′18″N 108°34′12″E / 34.33833, 108.57000
  - 34°23′53″N 108°42′46″E / 34.39806, 108.71278
  - 34°21′42″N 108°38′27″E / 34.36167, 108.64083
- Un grupo de varias pirámides también en Xi'an
  - 34°22′37″N 108°41′06″E / 34.37694, 108.68500

- Datos: Q252858